# Мана (магія)
Мана (магічна енергія, очки мани, очки магії) — уявна магічна енергія. В іграх це певні одиниці вимірювання, які відображають кількість спеціальної енергії, що витрачається на різноманітні заклинання чи магічну підтримку певних здібностей.
Мана як уявна магічна енергія використовується для раціонального пояснення існування магії. Мана як одиниця вимірювання є елементом ігрової механіки який служить способом простого та раціонального регулювання використання магії в грі. В більшості ігор, де присутня магія, більш складні та сильні чари вимагають більших витрат мани.
Мана є не єдиним способом контролювати (обмежити магію в грі). Наприклад в рольовій системі Dungeons & Dragons мана відсутня. Маги заряджають (зберігають в пам'яті) свої закляття під час відпочинку, а потім витрачають їх. Чим вправніший маг, тим більшу кількість зарядів він зможе виготовити й використати згодом.